# Eurylister convexiusculus
Eurylister convexiusculus är en skalbaggsart som först beskrevs av Macleay 1871.  Eurylister convexiusculus ingår i släktet Eurylister och familjen stumpbaggar. Inga underarter finns listade i Catalogue of Life.